# Ryo Fujimura
Ryo Fujimura（リョー・フジムラ（藤村 亮）、1981年2月24日 - ） は、日本のシンガーソングライター、ギタリスト。埼玉県出身。

## 来歴
3歳からピアノを始め、16歳からギターを独学で開始。
2000年2月にバンドAciD FLavoRを結成。バンドでは7弦ギターとコーラスを担当。3rdシングル"FEELING/Eyes on you"を除く全ての楽曲の作詞・作曲を担当。活動当初のメンバーは5人だったが、2003年にメンバーチェンジ（ドラマー・Taijuの加入、ボーカル・SHIGERUのパート変更）を経て、4人編成となる。
2006年2月、シングル"Higher&higher"でメジャー・デビュー。同年5月、1stアルバム"SPEED-BALL"リリース。2007年3月、2ndシングル"ENISHI"リリース。2008年2月、2ndアルバム"Next Story"リリース。同年3月、初の海外公演をベルギー・ブリュッセルで行う。同年7月、ヨーロッパ最大の日本文化イベント・JAPAN EXPOに参加。同年10月、フランス・パリ、ベルギー・ムスクロン、リエージュでワンマンライブを行う。ベルギーのインディーズレコードレーベル・Ramen Eventと契約、ソロ1stシングル"Concrete 0.1"をヨーロッパ地域でリリース。同時期に日本ではAciD FLavoRの3rdシングル、"FEELING/Eyes on you"リリース。
2009年1月、日本のシルバーアクセサリーブランド・BIG BLACK MARIAとコラボレーションを開始。同年2月、ソロ2ndシングル"Concrete 0.2"をリリース。ソロとしてベルギー・フランス・ギリシャの3か国を回るツアー・全7公演を行う。同年4月から5月にかけ、フランス・ベルギーにスイス・イギリスを加えた4か国全7公演・6公演+アンコールライブ1公演を行う。同年6月、AciD FLavoRの3rdアルバム「AciD FLavoR BEST」リリース。同年7月、渋谷DeSeOでAciD FLavoRのワンマンライブを行う。2010年5月22日、AciD FLavoRが同日付ライブを以て解散。理由等は特に言明されていない。同年11月、PlayStation Portableソフト「雅恋 〜MIYAKO〜」OPテーマ「久遠」/EDテーマ「明け星」の作詞作曲を担当。
2011年2月23日、霜月はるか4thアルバム「星空アンサンブル」収録6曲目「REW」（Fortissimo//Akkord:Bsusvierテーマ曲）作詞を担当。2月24日、ソロ3rdシングル"Artifice"リリース。2月25日 - 3月19日、2年ぶりのヨーロッパ公演・全4か国7公演を、YURIA率いるPINKY DOODLE POODLEとのジョイント形式で行う。同年8月、PCソフト「ラブライド・イヴ」EDテーマ「Happy Froat」作詞を担当。 同時期に桜川めぐのシングル「1・2・3でオンライン」のC/W曲「Revive」の作詞を担当。同年8月25日から31日まで、ソロ5回目となるヨーロッパツアーを行う。同年9月、THE IDOLM@STER STATION!!!のアルバム『HEART AND SOUL』に収録の浅倉杏美歌唱曲「Superstar」の作曲を担当。同年10月1日・2日にメキシコ・ベラクルスで開催されたイベント・Veraconにゲスト招聘され、初のメキシコライブを行う。同年12月24日、1stアルバム"Life is interesting."をiTunes等で配信リリース。
2012年3月、2度目のメキシコツアー・全2か所4公演を行う。 南米最大ネットの日本文化ラジオ番組・DragonRadioに出演。同年5月、横浜The Club Sensationにて、河村博司を前座に迎え、ヘッドライナーライブ。同年8月、ベース・ひで、ドラムス・Shoとのトリオバンド・Rights in Corrosionを結成。同年10月から11月にかけて、3度目のメキシコツアー・全6か所10公演を行う。同年12月、AciD FLavoRの再集結を発表。2013年2月2日に再集結ライブが決定している。

## 人物
趣味はドライブとサイクリング。14歳の時にTVで観たGLAYを憧れのアーティストに挙げる。
またBreak Out出身のアーティストからの影響も折りに触れて口にしている。
3rdシングル"Artifice"のジャケット写真で髭を伸ばしラフなイメージに転向したところ、女性ファンが減ったとリリース後のインタビューで話している。AciD FLavoR時代は禁酒嫌煙という姿勢だったが、バンド解散以降は飲酒にまつわる発言や喫煙中の写真などを度々公開している。

## 楽曲提供
- 冬志樹
  - 久遠（作詞・作曲）
  - 明け星（作詞・作曲）
- 霜月はるか
  - REW（作詞）
- 桜川めぐ
  - Revive（作詞）
- 浅倉杏美
  - Superstar（作曲）